# Franz-Xaver-Kathedrale

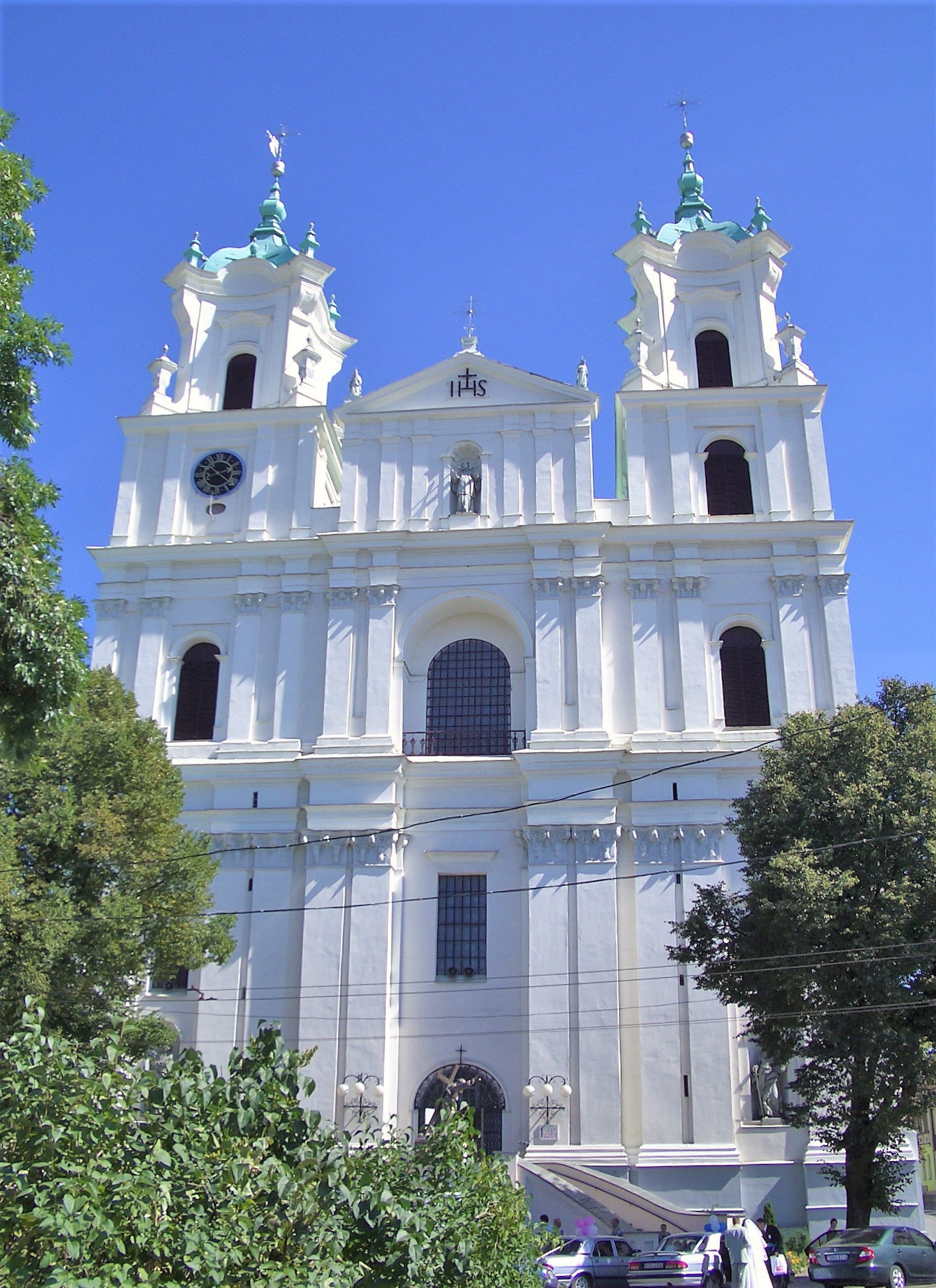
Westansicht der Franz-Xaver-Kathedrale

Die Franz-Xaver-Kathedrale ist eine römisch-katholische Kathedrale in Hrodna, Belarus. Erbaut als Jesuitenkirche wurde sie 1991 zu einer Kathedrale erhoben, als das neue Bistum Hrodna errichtet wurde.

## Geschichte
Der Bau der Kirche begann im Jahre 1687 als Teil des Jesuitenklosters. Das im Barockstil fertiggestellte Gebäude wurde 1705 dem heiligen Franz Xaver gewidmet. Nach der Aufhebung des Jesuitenordens 1773 wurde die Kirche Pfarrkirche. Die Kirche überstand verschiedene Kriege wie den Zweiten Weltkrieg ohne wesentlichen Schaden.
Im Jahr 1960 wurde die Kirche offiziell für öffentliche Gottesdienste geschlossen. Die kommunistischen Behörden versuchten, das Gebäude in ein Museum oder einen Konzertsaal umzuwandeln. Trotzdem besuchten die Gläubigen die Kirche jeden Sonntag für ein gemeinsames Gebet, Lieder und den Rosenkranz. Die Gottesdienste wurden 1987 wieder aufgenommen. Im Jahre 1990 erhielt die Kirche den Titel einer Basilica minor, und ein Jahr später wurde sie die Kathedrale des Bistums Hrodna.